# Scriptania michaelseni
Scriptania michaelseni är en fjärilsart som beskrevs av Otto Staudinger 1899. Scriptania michaelseni ingår i släktet Scriptania och familjen nattflyn. Inga underarter finns listade.